# Джеймі Ріверс
Джеймі Ріверс (англ. Jamie Rivers, нар. 16 березня 1975, Оттава) — канадський хокеїст, що грав на позиції захисника. Грав за збірну команду Канади.

## Ігрова кар'єра
Хокейну кар'єру розпочав 1991 року.
1993 року був обраний на драфті НХЛ під 63-м загальним номером командою «Сент-Луїс Блюз».
Протягом професійної клубної ігрової кар'єри, що тривала 17 років, захищав кольори команд «Сент-Луїс Блюз», «Нью-Йорк Айлендерс», «Оттава Сенаторс», «Бостон Брюїнс», «Флорида Пантерс», «Детройт Ред-Вінгс», «Фінікс Койотс», «Спартак» (Москва), «Амбрі-Піотта», «Медвещак» (Загреб).

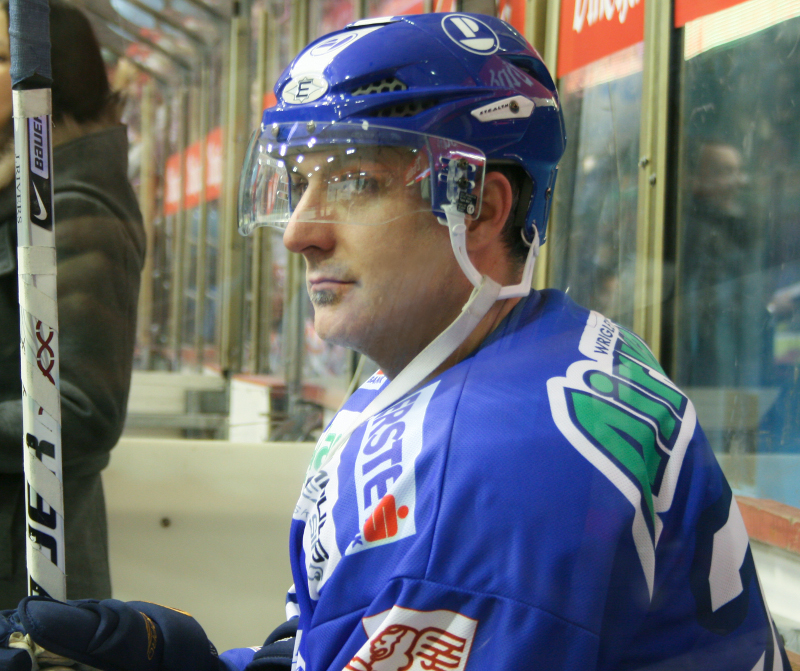
Джеймі Ріверс у складі команди «Медвещак»

Загалом провів 469 матчів у НХЛ, включаючи 15 ігор плей-оф Кубка Стенлі.
У сезоні 2007/2008 вирішив змінити чемпіонат і підписав контракт з московським «Спартаком».
Однак в Росії кар'єра у Джеймі не пішла. Фірмовою фішкою Ріверса завжди були силові прийоми, але на великих майданчиках його наскоки на суперників частіше приводили до вилучень і позиційних прорахунків, ніж до перехоплення шайби. В середині чемпіонату хокеїст зламав палець на лівій руці, після чого довго лікувався в Канаді. Всього за сезон він провів 19 матчів у регулярному чемпіонаті, в яких віддав 3 результативні передачі. По закінченню сезону перейшов в клуб Американської хокейної ліги «Чикаго Вульвс».
19 листопада 2009 року, Ріверс повернувся в Європу і приєднався до хокейного клубу «Амбрі-Піотта» з Швейцарської національної ліги. Свій останній сезон 2010/2011 року в професійній кар'єрі провів у складі хорватського хокейного клубу «Медвещак» (Загреб), що змагався в Австрійській хокейній лізі. 16 грудня 2010 року, під час свого 14-го матчу за «Медвещак», Ріверс в результаті силового прийому отримав розрив селезінки, якого однак після початкового медичного обстеження виявлено не було. Кілька днів потому хокеїст був доставлений в лікарню, і йому була проведена термінова операція. Під час операції Джеймі Ріверс пережив клінічну смерть. Його серце зупинилося на дві хвилини, але лікарям вдалося врятувати йому життя за допомогою дефібрилятора. Ріверс був виключений на частину сезону, по закінченню якого хокеїст вирішив завершити кар'єри гравця.
7 вересня 2012 року Ріверс потрапив в систему клубу Центральної хокейної ліги — «Сент-Чарльз Чіллі», де був призначений на посаду генерального менеджера.
Виступав за збірну Канади.

## Статистика

### Клубні виступи
| Сезон        | Клуб                    | Ліга         | Регулярний сезон | Регулярний сезон | Регулярний сезон | Регулярний сезон | Регулярний сезон | Плей-оф | Плей-оф | Плей-оф | Плей-оф | Плей-оф |
| Сезон        | Клуб                    | Ліга         | І                | Г                | П                | О                | ШХ               | І       | Г       | П       | О       | ШХ      |
| ------------ | ----------------------- | ------------ | ---------------- | ---------------- | ---------------- | ---------------- | ---------------- | ------- | ------- | ------- | ------- | ------- |
| 1991–92      | «Садбері Вульвс»        | ХЛО          | 55               | 3                | 13               | 16               | 20               | 8       | 0       | 0       | 0       | 0       |
| 1992–93      | «Садбері Вульвс»        | ХЛО          | 62               | 12               | 43               | 55               | 20               | 14      | 7       | 19      | 26      | 4       |
| 1993–94      | «Садбері Вульвс»        | ХЛО          | 65               | 32               | 89               | 121              | 58               | 10      | 1       | 9       | 10      | 14      |
| 1994–95      | «Садбері Вульвс»        | ХЛО          | 46               | 9                | 56               | 65               | 30               | 18      | 7       | 26      | 33      | 22      |
| 1995–96      | «Ворчестер АйсКетс»     | АХЛ          | 75               | 7                | 45               | 52               | 130              | 4       | 0       | 1       | 1       | 4       |
| 1995–96      | «Сент-Луїс Блюз»        | НХЛ          | 3                | 0                | 0                | 0                | 2                | —       | —       | —       | —       | —       |
| 1996–97      | «Ворчестер АйсКетс»     | АХЛ          | 63               | 8                | 35               | 43               | 83               | 5       | 1       | 2       | 3       | 14      |
| 1996–97      | «Сент-Луїс Блюз»        | НХЛ          | 15               | 2                | 5                | 7                | 6                | —       | —       | —       | —       | —       |
| 1997–98      | «Сент-Луїс Блюз»        | НХЛ          | 59               | 2                | 4                | 6                | 36               | —       | —       | —       | —       | —       |
| 1998–99      | «Сент-Луїс Блюз»        | НХЛ          | 76               | 2                | 5                | 7                | 47               | 9       | 1       | 1       | 2       | 2       |
| 1999–00      | «Нью-Йорк Айлендерс»    | НХЛ          | 75               | 1                | 16               | 17               | 84               | —       | —       | —       | —       | —       |
| 2000–01      | «Гранд Рапідс Гріффінс» | МХЛ          | 2                | 0                | 0                | 0                | 2                | —       | —       | —       | —       | —       |
| 2000–01      | «Оттава Сенаторс»       | НХЛ          | 45               | 2                | 4                | 6                | 44               | 1       | 0       | 0       | 0       | 4       |
| 2001–02      | «Оттава Сенаторс»       | НХЛ          | 2                | 0                | 0                | 0                | 4                | —       | —       | —       | —       | —       |
| 2001–02      | «Бостон Брюїнс»         | НХЛ          | 64               | 4                | 2                | 6                | 45               | 3       | 0       | 0       | 0       | 0       |
| 2002–03      | «Флорида Пантерс»       | НХЛ          | 1                | 0                | 0                | 0                | 2                | —       | —       | —       | —       | —       |
| 2002–03      | «Сан-Антоніо Ремпейдж»  | АХЛ          | 50               | 6                | 19               | 25               | 68               | 3       | 0       | 1       | 1       | 10      |
| 2003–04      | «Гранд Рапідс Гріффінс» | АХЛ          | 2                | 0                | 0                | 0                | 4                | —       | —       | —       | —       | —       |
| 2003–04      | «Детройт Ред-Вінгс»     | НХЛ          | 50               | 3                | 4                | 7                | 41               | 2       | 0       | 0       | 0       | 2       |
| 2004–05      | «Герші Берс»            | АХЛ          | 50               | 7                | 13               | 20               | 46               | —       | —       | —       | —       | —       |
| 2005–06      | «Детройт Ред-Вінгс»     | НХЛ          | 15               | 0                | 1                | 1                | 12               | —       | —       | —       | —       | —       |
| 2005–06      | «Фінікс Койотс»         | НХЛ          | 18               | 0                | 5                | 5                | 26               | —       | —       | —       | —       | —       |
| 2006–07      | «Сент-Луїс Блюз»        | НХЛ          | 31               | 1                | 3                | 4                | 36               | —       | —       | —       | —       | —       |
| 2006–07      | «Преорія Рівермен»      | АХЛ          | 30               | 4                | 19               | 23               | 24               | —       | —       | —       | —       | —       |
| 2007–08      | «Спартак» (Москва)      | РСЛ          | 19               | 0                | 3                | 3                | 42               | 4       | 0       | 0       | 0       | 8       |
| 2008–09      | «Чикаго Вулвс»          | АХЛ          | 69               | 4                | 24               | 28               | 72               | —       | —       | —       | —       | —       |
| 2009–10      | «Амбрі-Піотта»          | НЛА          | 24               | 0                | 8                | 8                | 34               | —       | —       | —       | —       | —       |
| 2010–11      | «Медвещак» (Загреб)     | Австрія      | 14               | 1                | 8                | 9                | 37               | —       | —       | —       | —       | —       |
| Усього в НХЛ | Усього в НХЛ            | Усього в НХЛ | 454              | 17               | 49               | 66               | 385              | 15      | 1       | 1       | 2       | 8       |

### Збірна
| Рік              | Команда          | Турнір           | Місце            | І | Г | П | О | ШХ |
| ---------------- | ---------------- | ---------------- | ---------------- | - | - | - | - | -- |
| 1995             | Канада           | МЧС              | 1                | 7 | 3 | 3 | 6 | 2  |
| Молодіжна збірна | Молодіжна збірна | Молодіжна збірна | Молодіжна збірна | 7 | 3 | 3 | 6 | 2  |